# ロジャー・ビゴッド (第2代ノーフォーク伯)

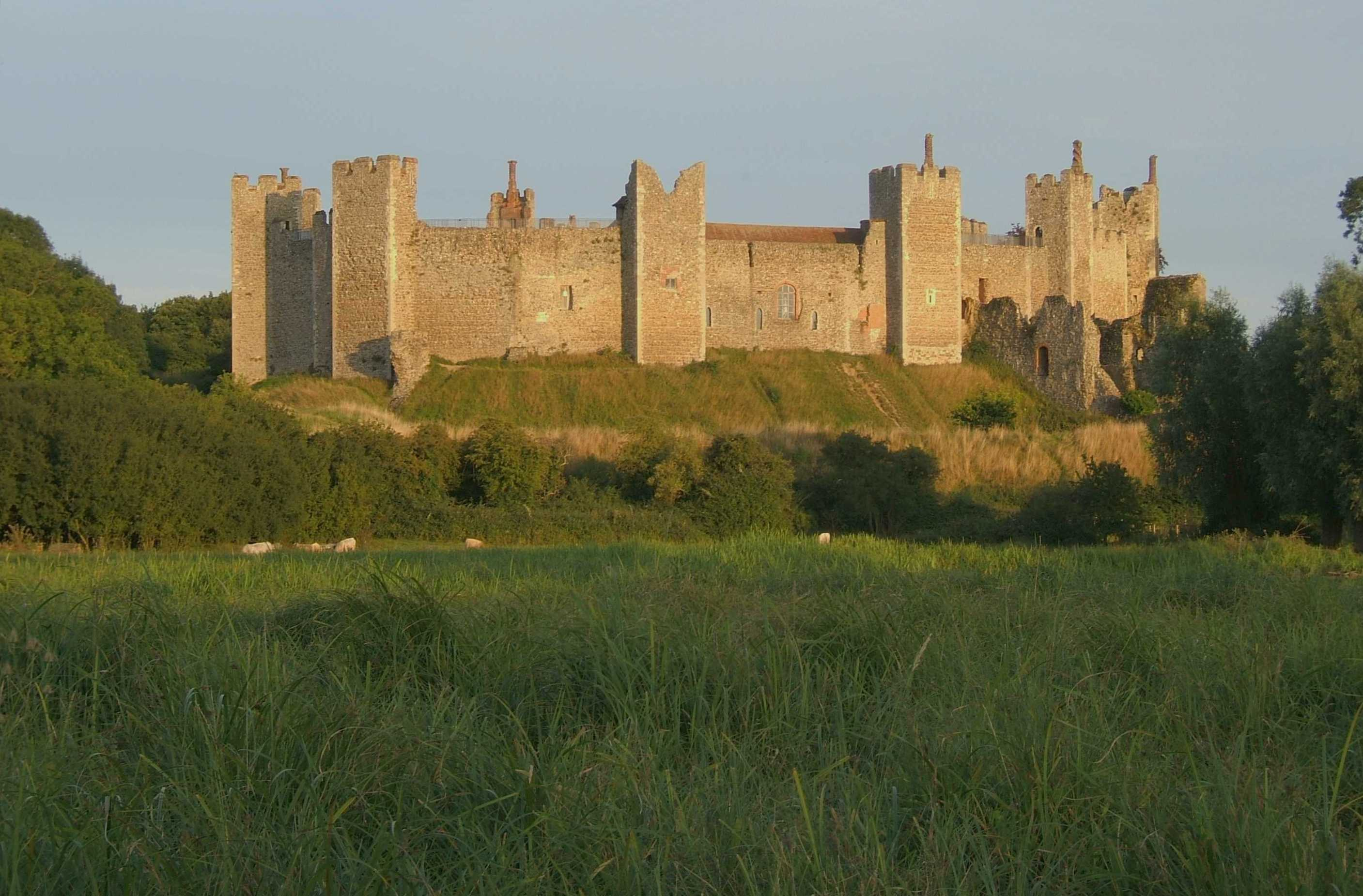
ロジャーの居城フラムリンガム城

第2代ノーフォーク伯ロジャー・ビゴッド（Roger Bigod, 2nd Earl of Norfolk, 1144/50年 - 1221年）は、初代ノーフォーク伯ヒュー・ビゴッドとその最初の妻ジュリアナ・ド・ヴィアの息子。

## 生涯
父ヒューは1176年あるいは1177年に亡くなったが、ロジャーは1189年までノーフォーク伯位を継承しなかった。イングランド王ヘンリー2世の治世に、継母が自らの息子らのためにロジャーの継承に異議を唱えたためである。リチャード1世はロジャーに伯位とその他の栄誉を与え、同年フランスに大使として派遣した。ロジャーは父の王室執事の職を継承した。また、ロジャーはリチャード1世の釈放交渉に参加し、リチャード1世がイングランドに戻った後は司法長官となった。
1173年から1174年にかけての反乱の間、ロジャーはヘンリー2世に忠誠を誓い続けたが、父ヒューはヘンリー2世に反乱を起こした王子らの側についた。ロジャーは1173年10月17日のフォーナムの戦いに参加し、王党派は第3代レスター伯ロバート・ド・ボーモント率いる反乱軍を破った。
ジョン王の治世のほとんどの間、ロジャーは頻繁に国王と同行するか、王室の用事で出かけていた。しかし、ロジャーはジョン王にマグナ・カルタへの同意を取り付けた貴族らのリーダーの1人となり、ロジャーと息子ヒューの名前は、国王がその文書の条項を順守することを保証する25人の貴族の中に名を連ねている。父子は1215年12月に教皇によって破門され、1216年にジョン王は傭兵部隊とともにイースト・アングリアに進軍し、ロジャーの居城であるフラムリンガム城を包囲した。ロジャーは留守だったが、フラムリンガムの守備隊には26人の騎士、20人の護衛官、7人の石弓兵、1人の牧師、その他3人がおり、おそらくロジャーが戻って援護するまで持ちこたえるには十分であった。しかし城は2日後に降伏し、これはおそらく政治的な都合によるものと思われる。城を失ったのは一時的なものであった（ロジャーは1217年にジョン王の息子で摂政であったヘンリー3世と和平を結んだ）が、ロジャーはこの後公職から引退したとみられる。ロジャーは1221年に亡くなったが、領地はそのまま息子に継承され、ビゴッド家の権力は保持された。ロジャーは尊敬される人物であった。

## 結婚と子女
1181年のクリスマスの頃に、ロジャーはイダ・ド・トニーと結婚し、以下の子女をもうけた。
- ヒュー（1182年頃 - 1225年） - 第3代ノーフォーク伯、1206/7年に初代ペンブルック伯ウィリアム・マーシャルの娘モード・マーシャルと結婚。
- ウィリアム
- ラルフ
- ロジャー
- マージェリー - ウィリアム・ド・ヘイスティングスと結婚
- メアリー - ラルフ・フィッツロバートと結婚[3]

多くの歴史家は、夫妻には3人目の娘アリスがおり、第2代オックスフォード伯オーブリー・ド・ヴィアーの2番目の妻となったと推測している。もしそうであるとすれば、この結婚は血縁結婚の範囲内であった。なぜなら、ロジャーの娘は第2代オックスフォード伯の従兄弟の子にあたり、この夫婦は非常に近しい血縁関係にあったからである。